# Planta Desaladora AguasCAP
La planta desaladora AguasCAP es una empresa propiedad en un 51% de CAP S.A. y en un 49% de Mitsubishi Corporation dedicada a la desalinización de agua de mar.

## Ubicación
La planta se encuentra ubicada en la costa a 25 km al norte de la ciudad de Caldera, aproximadamente a 2,5 km al sur del Puerto Punta Totoralillo, en la Región de Atacama, una zona que no posee recursos hídricos superficiales suficientes.

## Características
La planta utiliza el sistema de osmosis inversa para producir hasta 600 l/s que son transportados a través de dos acueductos con una longitud total de 220 km, el primer acueducto es de 80 km hasta la mina Cerro Negro Norte de CAP Minería (CMP) y el segundo acueducto tiene un largo de 140 km hasta la Planta de procesamiento de magnetita de CMP.: 12 
Inicialmente, la planta producía agua solo para el complejo minero Cerro Negro Norte, pero actualmente abastece a todas las faena de CMP en el Valle de Copiapó, entrega 50 l/s a la ciudad de Caldera y 120 l/s a los agricultores de Mal Paso.: 79  Las instalaciones significaron una inversión de US$ 400 millones.